# Balsa (ville romaine)
Pour les articles homonymes, voir Balsa (homonymie).

Balsa était une cité portuaire de l'Empire romain dans la province de Lusitanie, à l'ouest de la ville actuelle de Tavira. Son implantation date du Ier siècle av. J.-C., et elle est citée comme civitas par Pomponius Mela, Pline l'Ancien et Ptolémée. À son apogée, Balsa a occupé une surface de 45 hectares, plus que Olisipo l'actuelle Lisbonne et plus que Ossonoba l'actuelle Faro, ce qui la classe parmi les grandes cités de Lusitanie. Balsa avait acquis l'autonomie municipale et frappait ses monnaies au début de la colonisation romaine, en 73 ou 74 elle reçoit le droit romain comme les autres cités d'Hispanie.

## Peuplement pré-romain
Le nom de Balsa est très probablement d'origine phénicienne. Sa forme d'origine serait Baal Safon ou Baal Shaman, épithète du dieu phénicien protecteur des marins et correspondrait à la désignation de l'établissement phénicien de Tavira (VIIIe – VIe siècle av. J.-C.) situé 7 km à l'est.
Ce nom s'est transmis sous cette forme altérée jusqu'à la conquête romaine. Au IIe siècle av. J.-C., il s'appliquait à la région contrôlée par la communauté turdétane des habitants de Balsa, dont le centre s'était déplacé au Serro do Cavaco à 1 km de Tavira après la destruction du site turdétan de Tavira au IVe siècle av. J.-C.
Les Romains fondent au milieu du Ier siècle av. J.-C. un nouveau port qui hérite du nom de Balsa et qui deviendra par la suite le seul centre urbain de la région.
Le site du Serro do Cavaco, occupé jusqu'à l'époque d'Auguste, sera ensuite abandonné jusqu'à nos jours. Le site de Tavira, sera abandonné jusqu'au IXe siècle, date de sa refondation islamique sous ce nom, et sera habité jusqu'à nos jours.

## Époque romaine
C'est sous l'administration romaine, à partir du Ier siècle, que la ville se développe grâce à la croissance démographique et économique du sud de la province de Lusitanie. Les voies qui la relient au reste de la province sont construites. Un port intérieur est créé, ainsi que des forums, des cirques, des thermes ainsi que des fabriques de conserves de poisson - activité traditionnelle de cette ville. Outre les conserves, la cité exportait des métaux, de la viande et des tissus. Le port servait de lien vers Rome, mais aussi vers la province voisine de Bétique et vers la cote africaine, créant ainsi une classe influente de négociants maritimes intégrée à la structure des transports impériaux qui approvisionnaient les cités voisines, l'armée, et procédaient à la collecte des impôts

## La redécouverte et la destruction de Balsa
La mémoire de Balsa se perd ensuite jusqu'au XIXe siècle, les années 60, quand il a été redécouvert avec ses fondations presque intactes pour Sebastião Estacio da Veiga et Augusto Carlos Teixeira de Aragão.
La décadence de Balsa a été faite de hauts et de bas, de rétablissements, crises et destructions violentes. Le groupe social influent lié au transport maritime a perdu peu à peu de son influence et disparait au IIIe siècle, à mesure que l'empire commence lui-même sa décadence. La ville est attaquée en 276 par les Francs et par les Alamans. Elle est ensuite très endommagée par le grand séisme de 382. Il est probable que la vie urbaine n'existe déjà plus au Ve siècle dans ce lieu transformé en un champ de ruines.
Depuis lors, la ville a souffert une nouvelle destruction due aux travaux agricoles, construction de résidences et d'infrastructures.